# Hyperbatus orbitalis
Hyperbatus orbitalis là một loài tò vò trong họ Ichneumonidae.